# Braguer

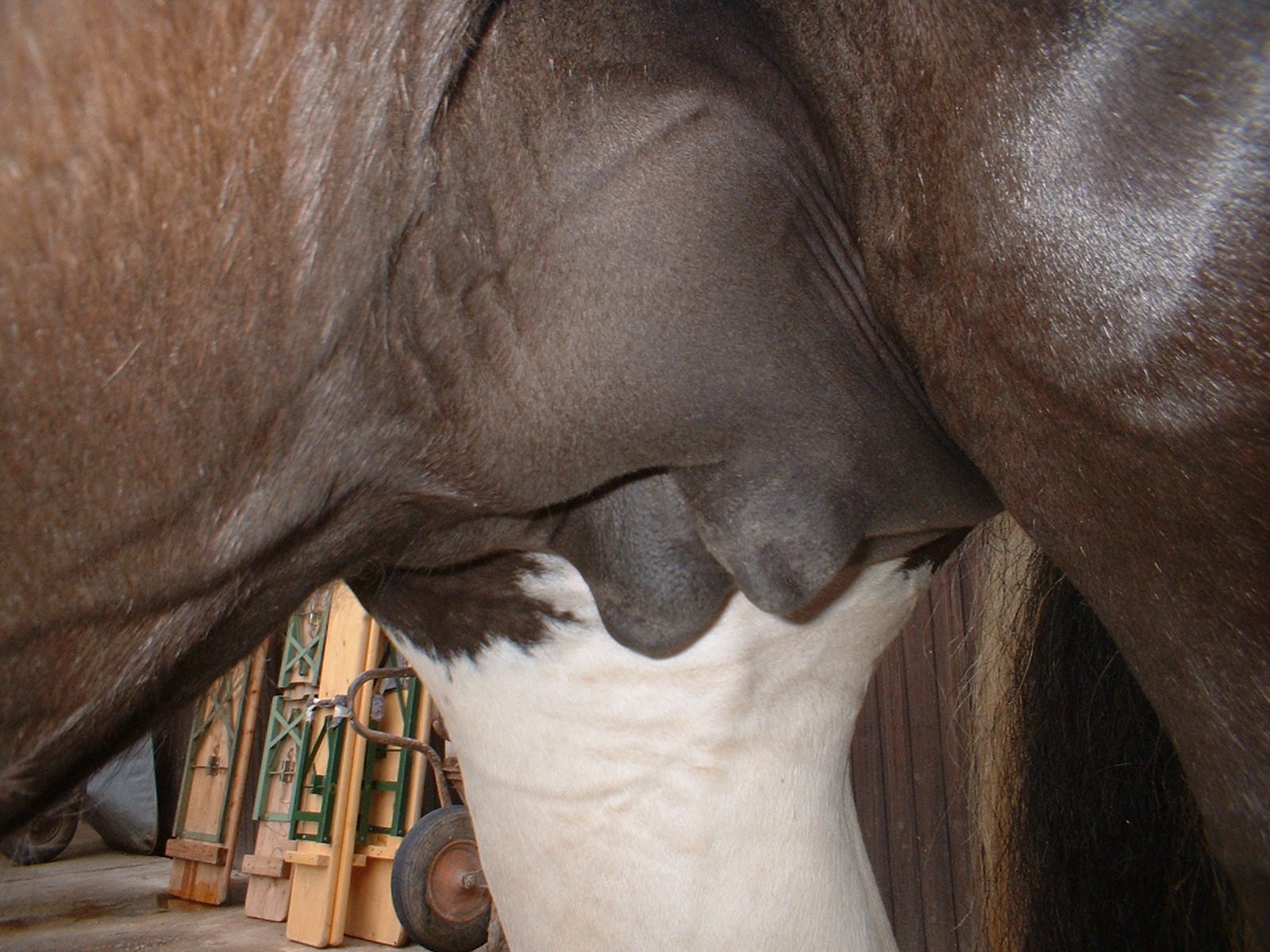
El braguer d'una euga

El braguer és l'òrgan mamari de les vaques i altres mamífers, com ara les cabres i ovelles.
Les vaques tenen un braguer i quatre mugrons, mentre que les cabres només tenen dos mugrons. El braguer d'una vaca pot contenir fins a 15 litres de llet i pesa aproximadament 50 kg. És important assegurar la higiene del braguer en les vaques, les ovelles i el cabrum, cosa que contribueix a la producció ininterrompuda de llet i evita malalties com ara la mastitis.
En els animals que tenen braguer, els mugrons apareixen a la línia làctia, a prop de l'engonal.